# Bárbara Lennie
Bárbara Lennie Holguín, née à Madrid le 20 avril 1984, est une actrice espagnole.

## Biographie
Bárbara Lennie Holguín est née à Madrid le 20 avril 1984. Ses parents sont argentins avec des origines irlandaises, ils déménagent quand elle est jeune et reviennent en Espagne en 1990.

### Vie privée
Elle est en couple avec Diego Postigo depuis 2016. Ils ont accueilli leur premier enfant en 2022.

## Carrière
Elle débute en 2001 dans le film Más pena que Gloria de Victor García León. Elle fait son retour 4 ans plus tard dans Obaba, le village du lézard vert de Montxo Armendáriz.
En 2007, elle fait ses débuts à la télévision dans Cuenta atras. Au cinéma, elle tourne dans Las 13 rosas d'Emilio Martínez-Lázaro et Todos los dias son tuyos de José Luis Gutiérrez Arias.
En 2009, elle est présente dans deux séries Amar en tiempos revueltos (jusqu'à l'année suivante) et L'Aigle rouge (elle reprendra son rôle le temps d'un autre épisode en 2015).
En 2011, elle joue dans La piel que habito de Pedro Almodóvar et dans la série diffusée sur TVE : Isabel, où elle incarne Jeanne de Portugal.
En 2014, son rôle dans La niña de fuego lui vaut de nombreux prix, dont le Goya de la meilleure actrice, le Fotogramas de Plata et la Médaille du Círculo de Escritores Cinematográficos.
En 2017, elle joue aux côtés de Mario Casas dans le thriller L'Accusé d'Oriol Paulo, ainsi que les films Notre enfant de Diego Lerman et Oro, la cité perdue d’Agustín Díaz Yanes. L'année suivante, elle est de nouveau au casting de trois films : Everybody Knows d'Asghar Farhadi  avec Penelope Cruz et Javier Bardem, La Maladie du dimanche de Ramón Salazar et Petra de Jaime Rosales.
En 2019, elle partage l'affiche avec Antonio de la Torre dans le thriller El Reino de Rodrigo Sorogoyen. L'année suivante, elle joue dans la série Après toi, le chaos diffusée sur Netflix.
En 2022 elle est membre du jury du 70e Festival de San Sebastian, présidé par le réalisateur Neil Jordan.

## Filmographie

### Cinéma

#### Longs métrages
- 2001 : Más pena que Gloria de Victor García León : Gloria
- 2005 : Obaba, le village du lézard vert (Obaba) de Montxo Armendáriz : Lourdes
- 2006 : La Bicicleta de Sigfrid Monleón : Julia
- 2006 : Mujeres en el parque de Felipe Vega : Monica
- 2007 : Las 13 rosas d'Emilio Martínez-Lázaro : Dionisia
- 2007 : Todos los dias son tuyos de José Luis Gutiérrez Arias : Maria
- 2009 : Los condenados d'Isaki Lacuesta : Silvia
- 2010 : Todas las canciones hablan de mí de Jonás Trueba : Andrea
- 2011 : La piel que habito de Pedro Almodóvar : Cristina
- 2012 : Dictado d'Antonio Chavarrias : Laura
- 2012 : Miel de naranjas d'Imanol Uribe : Ana
- 2014 : El Niño de Daniel Monzón : Eva
- 2014 : La Niña de fuego (Magical Girl) de Carlos Vermut : Bárbara
- 2014 : Stella Cadente de Lluis Miñarro : Reine Maria Victoria
- 2014 : Murieron por encima de sus posibilidades d'Isaki Lacuesta : La négociatrice
- 2015 : Dieu, ma mère et moi (El apostata) de Federico Veiroj : Maite
- 2016 : Mara (y los demas) de Nely Reguera : Maria
- 2016 : Las furias de Miguel del Arco : Julia
- 2017 : L'Accusé (Contratiempo) d'Oriol Paulo : Laura
- 2017 : Notre enfant (Una especie de familia) de Diego Lerman : Malena
- 2017 : Oro, la cité perdue (Oro) d’Agustín Díaz Yanes : Doña Anna
- 2018 : Everybody Knows (Todos Lo Saben) d'Asghar Farhadi : Bea
- 2018 : La Maladie du dimanche (La enfermedad del domingo) de Ramón Salazar : Chiara
- 2018 : Petra de Jaime Rosales : Petra
- 2019 : El Reino de Rodrigo Sorogoyen : Amaia Marin
- 2020 : La funcion por hacer de Miguel del Arco : la femme
- 2022 : El agua d'Elena Lopez Riera : Isabella
- 2002 : El suplente de Diego Lerman : Mariela
- 2022 : Les Lignes courbes de Dieu (Los renglones torcidos de Dios) d'Oriol Paulo : Alice Gould
- 2023 : Les filles vont bien (Las chicas estan bien) d'Itsaso Arana : Barbara
- 2024 : Verano en diciembre de Carolina Africa : Carmen
- 2025 : Los tigres d'Alberto Rodriguez : Estrella
- 2026 : Amarga navidad de Pedro Almodovar : Elsa

#### Courts métrages
- 2005 : Los que sueñan despiertos de Félix Viscarret : Laura
- 2024 : La causa del accidente que provoco el incendio de Lope Serrano : Barbara

### Télévision
- 2007-2008 : Cuenta atras (29 épisodes) : Leo
- 2009 : L'Aigle rouge (Aguila Roja) (saison 1, épisode 1 Nace aguila roja) : Cristina Hernando
- 2009-2010 : Amar en tiempos revueltos (205 épisodes) : Rosa
- 2011-2013 : Isabel (12 épisodes) : Jeanne de Portugal
- 2013 : Balas perdidas (1 épisode) : Katie
- 2014 : Isabel, la Reina de Félix Llorente : Juana de Avis
- 2015 : L'Aigle rouge (Aguila Roja) (saison 7, épisode 8 Un gran numéro de desertores del ejército han sido detenidos) : Micaela / Cristina Hernando
- 2017 : El Incidente (5 épisodes) : Ana
- 2020 : Après toi, le chaos (El desorden que dejas) (8 épisodes) : Viruca
- 2020 : Escenario 0 (épisode 2 Hermanas) : Barbara

### Clips
- 2016 : Jose Alfredo de De la purissima, réalisé par Eduardo Chapero-Jackson : Alter ego
- 2021 : Comerte entera de C. Tangana & Toquinho : la mine dangereuse

## Distinctions

### Récompenses
- Goyas 2015 : Goya de la meilleure actrice pour La Niña de fuego
- Prix Feroz 2017 : meilleure actrice pour María (y los demás)[2]
- Festival Cinespaña de Toulouse 2018 : Prix d'interprétation féminine pour La Enfermedad del domingo[3]
- Festival de Guadalajara 2019 : Prix d'interprétation féminine pour Petra

### Nominations
- Goyas 2006 : nomination au Goya du meilleur espoir féminin pour Obaba, le village du lézard vert
- Goyas 2015 : nomination au Goya de la meilleure actrice dans un second rôle pour El niño
- Goyas 2017 : nomination au Goya de la meilleure actrice pour Maria (y los demas)
- Goyas 2023 : nomination au Goya de la meilleure actrice pour Les Lignes courbes de Dieu